# Identitatea lui Rothe–Hagen (matematică)
În matematică, Identitatea lui Rothe–Hagen este o identitate matematică valabilă pentru toate numerele complexe ({\displaystyle x,y,z}) cu excepția cazului în care numitorii dispar:
{\displaystyle \sum _{k=0}^{n}{\frac {x}{x+kz}}{x+kz \choose k}{\frac {y}{y+(n-k)z}}{y+(n-k)z \choose n-k}={\frac {x+y}{x+y+nz}}{x+y+nz \choose n}.}
Aceasta este o generalizare a identității lui Vandermonde, și este numită după Heinrich August Rothe și Johann Georg Hagen.